# Acanthosyris
Acanthosyris – rodzaj roślin z rodziny sandałowcowatych (Santalaceae). Obejmuje 6 gatunków występujących w południowej części Ameryki Południowej. Owoce gatunku A. falcata są jadalne. 

## Systematyka
Pozycja według APweb (aktualizowany system APG IV z 2016)
Jeden z rodzajów rodziny sandałowcowatych (Santalaceae) z rzędu sandałowców (Santalales) należącego do dwuliściennych właściwych.
Wykaz gatunków
- Acanthosyris annonagustata C.U.Ulloa & M.Jørg.
- Acanthosyris asipapote M.Nee
- Acanthosyris falcata Griseb.
- Acanthosyris glabrata (Stapf) Stauffer
- Acanthosyris paulo-alvinii G.M.Barroso
- Acanthosyris spinescens Griseb.